# Зеніт-3SL
Ракета-носій (РН) «Зеніт-3SL» належить до середнього класу і складається з допрацьованого двоступеневого РН «Зеніт-2» та розгінного блоку ДМ-SL виготовлення РКК «Енергія» (Росія). Адаптер корисного вантажу виготовляється фірмою Boeing (США).
Двоступеневий РН «Зеніт» (головний розробник — КБ «Південне» ім. М. К. Янгеля, виробник — ВО «Південмашзавод», м. Дніпро) та її наземний комплекс є основою проєкту «Морський старт». Запуски ракет здійснюються з плавучого комплексу в екваторіальній зоні.
На першому ступені РН «Зеніт» встановлено 4-ри камерний рідинний ракетний двигун РД-171 тягою 834,2 тс (це найбільша тяга серед сучасних РРД) виготовлення НВО "Енергомаш" (Росія). На другому ступені встановлено однокамерний РРД РД-120 тягою 85 тс розробки НВО "Енергомаш" (Росія) (виробництво — «Південмашзавод»), а також кермовий двигун РД-8 розробки КБ «Південне» і виробництва «Південмашзавод». На розгінному блоці ДМ-SL встановлено двигун РД-58М тягою 8,66 тс виробництва РКК «Енергія» (Росія).
Всі двигуни використовують як паливо гас і рідкий кисень — як окисник.
Ракета «Зеніт» здатна виводити на низькі навколоземні орбіти до 13 тонн (двоступеневий варіант), на перехідні до геостаціонарних (в триступеневій конфігурації) — від 3,5 тонн (космодром Байконур) до 6 тонн (екватор, платформа "Одіссей")

## Історія

РН «Зеніт-3SL»

Перший старт із морської платформи «Одіссей» було здійснено 27 березня 1999 року з демонстраційним супутником DEMOSat як корисним вантажем. Перший комерційний супутник DirecTV було виведено на орбіту 9 жовтня 1999 р. Всього станом на квітень 2010 року здійснено 30 запусків, з яких лише 2 були невдалими
Невдалі запуски
За час існування програми «Морський старт» тільки 2 ракети було запущено невдало.
- 12 березня, 2000 року під час підготовки до запуску супутника ICO F-1 сталася помилка в програмі підготовки РН до старту, яка призвела до неможливості керування польотом на етапі роботи другого ступеня РН).
- 30 січня, 2007 року при запуску супутника NSS-8 сталася аварія. Причиною стала неналежна робота двигуна першої ступені РД-171 в результаті потрапляння в турбонасосний агрегат стороннього предмету. Вибух знищив ракету, супутник та значно пошкодив стартову платформу. відновлювальні роботи тривали весь 2008 рік.

Частково вдалий запуск
Запуск 28 червня, 2004 року супутника Telstar-18 визнаний частково успішним. Супутник опинився на нерозрахункові орбіті в результаті нештатної роботи маршового двигуна розгінного блоку ДМ-SL при другому включенні.

## Особливості модифікації
На відміну від базової моделі — ракети-носія «Зеніт-2» — у ракеті-носії «Зеніт-3SL» застосована нова навігаційна система, що забезпечує прицілювання гіроплатформи по азимуту методом гірокомпасування, без прив'язки до наземних опорних точок і без використання каналу оптичного зв'язку. У частині приладового складу зроблено заміну обладнання, що функціонально входить до навігаційної системи: замінено гіростабілізовану платформу з метою реалізації режиму гірокомпасування, бортовий комп'ютер «Бісер-2» замінено на «Бісер-3» — надійніший та з кращою продуктивністю.

### Наземний старт
З 2008 року плануються також старти триступеневого варіанта РН «Зеніт» з космодрому Байконур (проєкт «Наземний старт»).
Зокрема, 18 липня 2011 року з Байконура за програмою Радіоастрон українська ракета-носій «Зеніт-3SLBФ» вивела на орбіту російський космічний радіотелескоп «Спектр-Р».

## Плани подальшої модернізації
Вивчення тенденцій розвитку сфери виробництва космічних апаратів показує зростання вже в короткостроковій перспективі питомої частки космічних апаратів більшої маси та габаритів. Відгукуючись на поточні й перспективні вимоги ринку запусків космічних апаратів, на основі їх всебічного вивчення, у 2012 році розпочато роботи по наступних напрямках модернізації ракети космічного призначення «Зеніт-3SL»:
- Підвищення енергомасових характеристик ракет космічного призначення шляхом оптимізації конструкції блоку корисного навантаження, застосування у складі носія розгінного блоку, що представляє модернізований варіант розгінного блоку ДМ-SLБ, оптимізації наявного приладового складу блоку корисного вантажу, ракети-носія і розгінного блоку;
- Збільшення габаритів зони корисного навантаження шляхом збільшення довжини наявного головного обтічника, а також застосування інших головних обтічників збільшеного діаметра і довжини.
- Адаптація носія для виведення «малих» космічних апаратів. У цьому напрямі ведуться роботи по створенню можливості виконання з «Морського старту» подвійних і кластерних запусків через розробку спеціальних систем кріплення і поділу супутників.

## Виноски
1. ↑  Українська ракета успішно стартувала з «Байконура». Архів оригіналу за 19 липня 2011. Процитовано 18 липня 2011.